# Миллер, Фёдор Иванович (генерал)
Фёдор Иванович Миллер (1750—1814) — генерал-майор, герой штурма Очакова.
Родился в 1750 году. В военную службу вступил в пехоту, служил в егерях Лифляндского и Эстляндского корпусов.
28 апреля 1789 года, будучи подполковником 4-го батальона Лифляндского егерского корпуса, был награждён орденом св. Георгия 4-й степени (№ 326 по кавалерскому списку Судравского и № 641 по списку Григоровича — Степанова)
За отличные подвиги, оказанные в 788 году при осаде и взятии крепости Очаковской.
В следующем году был назначен командиром этого батальона и возглавлял его до самого переформирования батальонов егерских корпусов в отдельные полки. Согласно рапорту Суворова Потёмкину о взятии крепости Измаил, Миллер командовал 4-м батальоном Лифляндского егерского корпуса в 3-й штурмовой колонне генерала Мекноба. Первым взойдя на стену по штурмовой лестнице и получив ранение в шею прямо в амбразуре крепости, после перевязки возглавил атаку резерва 4-й колонны — Полоцкого пехотного полка, командир которого — подполковник Яцунский, был убит при атаке на контратаковавших с тылу турок.
С 9 января 1797 года по 21 августа того же года был шефом Аренсбургского гарнизонного батальона. В 1798 году произведён в полковники и в 1800 году получил чин генерал-майора. В 1805 году был временным шефом Великолуцкого мушкетёрского полка.
В 1808 году вышел в отставку и скончался в 1814 году.